# بئر صالح (القطن)
'

تعديل مصدري - تعديل

بئر صالح هي إحدى قرى عزلة القطن بمديرية القطن التابعة لمحافظة حضرموت، بلغ تعداد سكانها 67 نسمة حسب تعداد اليمن لعام 2004.